# Maynard (Massachusetts)
Maynard é uma vila localizada no condado de Middlesex no estado estadounidense de Massachusetts. No Censo de 2010 tinha uma população de 10.106 habitantes e uma densidade populacional de 726,62 pessoas por km².

## Geografia
Maynard encontra-se localizado nas coordenadas 42° 25′ 33″ N, 71° 27′ 23″ O. Segundo o Departamento do Censo dos Estados Unidos, Maynard tem uma superfície total de 13.91 km², da qual 13.5 km² correspondem a terra firme e (2.92%) 0.41 km² é água.

## Demografia
Segundo o censo de 2010, tinha 10.106 pessoas residindo em Maynard. A densidade populacional era de 726,62 hab./km². Dos 10.106 habitantes, Maynard estava composto pelo 92.67% brancos, o 1.68% eram afroamericanos, o 0.13% eram amerindios, o 2.72% eram asiáticos, o 0.01% eram insulares do Pacífico, o 1.31% eram de outras raças e o 1.48% pertenciam a duas ou mais raças. Do total da população o 3.73% eram hispanos ou latinos de qualquer raça.